# لودویک سیلوستر
لودویک سیلوستر (انگلیسی: Ludovic Sylvestre؛ زادهٔ ۵ فوریهٔ ۱۹۸۴) بازیکن فوتبال اهل فرانسه است.
از باشگاه‌هایی که در آن بازی کرده‌است می‌توان به باشگاه فوتبال گنگام، باشگاه فوتبال استراسبورگ، باشگاه فوتبال ویکتوریا پلزن، باشگاه فوتبال چای‌کار ریزه‌اسپور، باشگاه فوتبال اسپارتا پراگ، باشگاه فوتبال ملادا بولسلاف، باشگاه فوتبال بارسلونا، باشگاه فوتبال بلکپول، باشگاه فوتبال بارسلونا بی، مرکز آکادمی فوتبال کلیر فونتین، و باشگاه فوتبال ستاره سرخ اشاره کرد.